# Carl Gustaf Hellqvist

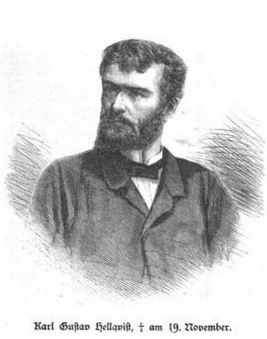
Karl Gustav Hellquist

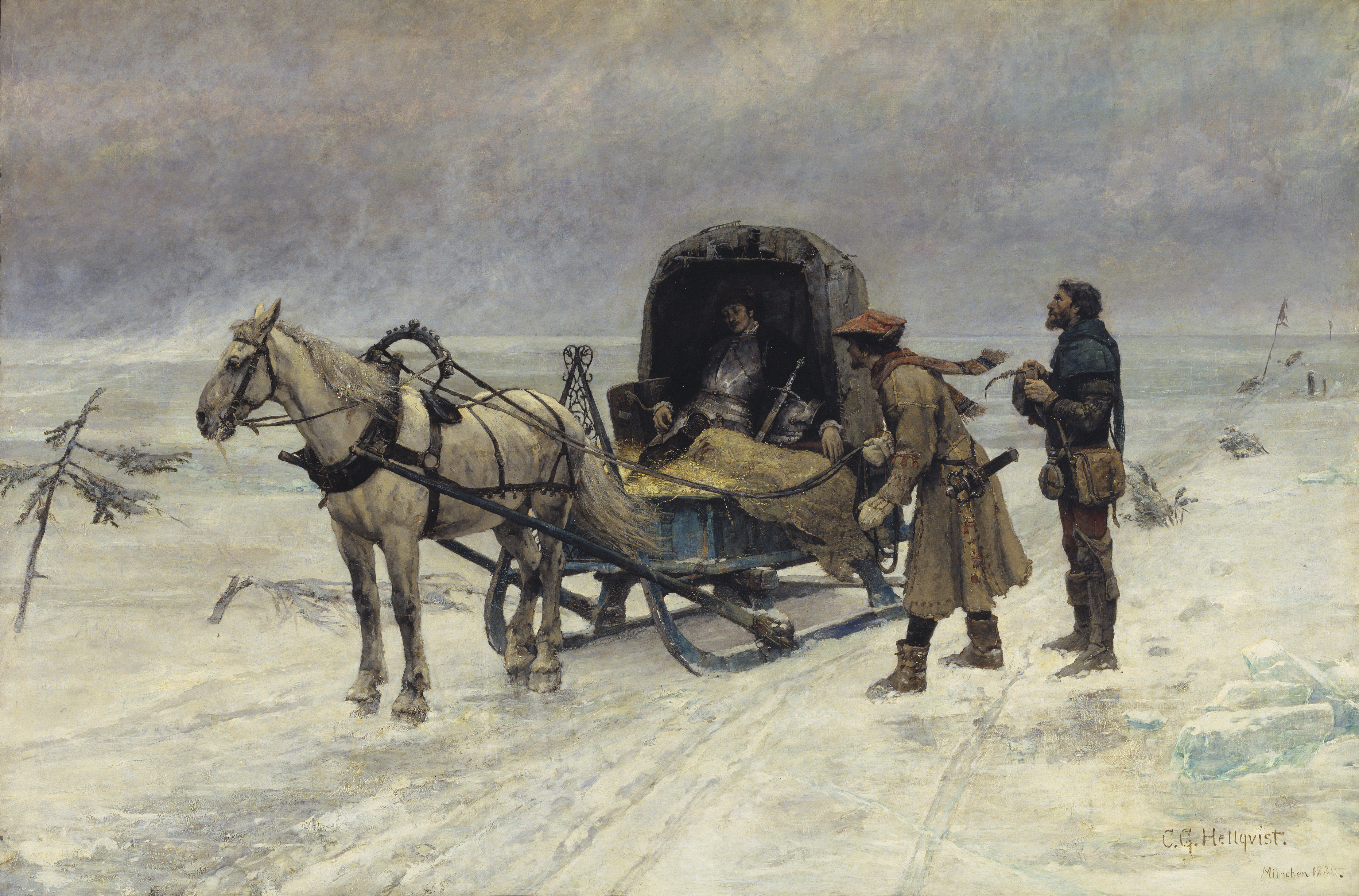
Der Reichsverweser Sten Sture der Ältere stirbt auf dem Eis des Mälarsees 1520, 1881 v. Carl Gustaf Hellqvist

Carl Gustaf Hellqvist (* 15. Dezember 1851 in Kungsör; † 19. November 1890 in München) war ein schwedischer Maler.

## Leben
Hellqvist wurde als Sohn eines Schumachers und Freizeitschnitzers im Dorf Kungsör am Mälarsee geboren. Nach einer Lehre im Stockholmer Atelier des Dekorations- und Theatermalers Fredrik Ahlgrenson (1838–1902) bildete er sich seit 1867 auf der Kunstakademie in Stockholm bei Johan Georg von Rosen zum Historienmaler aus. 1877 reiste er nach Paris, wo das Gemälde Ludwig XI. in seinem Garten entstand. Als Stipendiat ging er anschließend zur Fortsetzung seiner Studien nach München, wo er an der Kunstakademie in der Kompositionsklasse von Karl Theodor von Piloty arbeitete. Er befreundete sich mit dem Münchner Maler Ludwig Thiersch, heiratete 1882 dessen Tochter Julie (1859–1909) und hielt sich mit ihr kurzzeitig in Paris auf. Häufig war er jedoch in Köppeleck (Unterschönau) bei Berchtesgaden, wo Thiersch ein Landhaus mit Atelier besaß. In Berchtesgaden wurde die Tochter Märit (1883), in Schönau die Söhne Karl Ludwig (1885) und Gustav Hans Emil August (1889) geboren. 1881 erwarb er die bayrische Staatsangehörigkeit. 1886 erhielt er einen Lehrauftrag an der Berliner Kunstakademie, musste jedoch nach einer schweren Gehirnerschütterung als Folge eines Unfalls beim Eislaufen die dortige Lehrtätigkeit beenden. 1889 wurde er in eine Münchner Heilanstalt verbracht, wo er ein Jahr später in geistiger Umnachtung verstarb.

## Werke und Ausstellungen
1875, noch in Stockholm, erhielt Hellqvist einen Preis für sein Gemälde Gustaf I. anklagar Peder Sunnanväder och Mäster Knut inför domkapitlet i Västerås (Gustaf I. verklagt Peder Sunnanväder und Probst Knut vor dem Domkapitel in Västerås). In München zeigte er 1879 auf der internationalen Kunst-Ausstellung ein weiteres figurenreiches Gemälde aus demselben geschichtlichen Zusammenhang, Schimpflicher Einzug des Bischofs Sonnanväder und des Propstes Knut in Stockholm im September 1526 das wegen der Kraft der Charakterisierung der dargestellten Personen und seines gediegenen Kolorits gelobt wurde. Noch entschiedener zeigten sich diese Vorzüge auf einem weiteren 1880 gemalten Bild: Der Reichsverweser Sten Sture der Ältere stirbt auf dem Eis des Mälarsees 1520. Alle drei Bilder befinden sich heute im Stockholmer Nationalmuseum. Die Komposition Brandschatzung Visbys durch Waldemar Atterdag von 1881 wurde anlässlich ihrer Ausstellung in Wien mit einer Goldmedaille ausgezeichnet. In der Jahresausstellung im Glaspalast zu München waren 1883 vier seiner Arbeiten ausgestellt, darunter Disputation zwischen dem Canonikus Galle und Olaus Petri, einem Schüler Luthers zu Uppsala 1524, im Beisein Gustav Wasa’s. Hellqvist erhielt eine Medaille II. Klasse. Im selben Jahr entstand in Berchtesgaden Mönch beim Bibelstudium und 1885 Einschiffung der Leiche Gustav Adolfs im Hafen von Wolgast.